# Бартлетт, Бен
Бенджамин Бартлетт, англ. Ben Bartlett (род. 17 марта 1965) — британский композитор, кинокомпозитор, гитарист и автор симфонической музыки. 
Бен Бартлетт получил образование в Лондоне, посещал Вестминстерскую городскую гимназию и музыкальную школу им. Пимлико. Он учился игре на фортепиано у известного пианиста Альберта Фербера. Бартлетт читал музыку в  Лондонском университете.
До середины 1990-х годов был известен лишь в узких кругах как исполнитель-гитарист. Мировой успех ему принесла музыка к снятому Би-Би-Си телесериалу «Прогулки с динозаврами», после чего Бартлетт написал музыку и к продолжениям — «Прогулки с чудовищами», «Прогулки с пещерным человеком», «Прогулки с монстрами».
Автор саундтреков к сериалам «Абсолютная власть», «Вера» и др.
Помимо музыки к телефильмам, написал ряд симфонических произведений.